# Aeroport Internacional de São Tomé
L'Aeroport Internacional de São Tomé (en portuguès: Aeroporto Internacional de São Tomé) (codi IATA: TMS, codi OACI: FPST) és un aeroport a l'illa de São Tomé, a 5 kilòmetres de la ciutat de São Tomé. És el principal aeroport de São Tomé i Príncipe.

## Facilitats
L'aeroport es troba a una elevació de 10 metres sobre el nivell mitjà del mar. Té una pista d'aterratge designada 11/29 amb una superfície d'asfalt que fa 2.220 x 45 metres.

## Aerolínies i destins
| Aerolínies                                  | Destinacions       |
| ------------------------------------------- | ------------------ |
| Africa's Connection STP                     | Príncipe           |
| Ceiba Intercontinental Airlines             | Libreville, Malabo |
| STP Airways operat per EuroAtlantic Airways | Lisboa             |
| TAAG Angola Airlines                        | Luanda, Praia      |
| TAP Portugal                                | Accra, Lisboa      |

## Incidents
15 de maig de 1979: Un Lockheed  L-100-20 Hercules, registre D2-FAF, de TAAG Angola Airlines s'estavellà en aterrar a l'Aeroport Internacional de São Tomé.